# Ghent Ridge
Ghent Ridge ist ein Gebirgskamm im ostantarktischen Viktorialand. Im unteren Abschnitt des Taylor Valley verläuft er 800 m nördlich des Mount Falconer parallel zum Commonwealth-Gletscher.
Teilnehmer einer von 1965 bis 1966 dauernden Kampagne der neuseeländischen Victoria University’s Antarctic Expeditions benannten ihn als Smith Ridge, vermutlich nach dem Geologen Ian Smith, der an dieser Kampagne teilgenommen hatte. Da ein entsprechendes Toponym bereits vergeben war, wurde der Gebirgskamm nach Edward D. Ghent umbenannt, dem Leiter dieser Kampagne und späteren Lehrstuhlinhaber für Geologie an der University of Calgary.